# Metterinjärvi
Metterinjärvi är en sjö i kommunen Virdois i landskapet Birkaland i Finland. Sjön ligger 107,5 meter över havet. Arean är 65 hektar och strandlinjen är 5,03 kilometer lång. Sjön  ingår i Kumo älvs huvudavrinningsområde.   Den ligger omkring 99 km norr om Tammerfors och omkring 250 km norr om Helsingfors. 
I sjön finns ön Varpussaari. Öster om sjön ligger Killinkoski med Killinkoski kyrka